# Hijos de Rivera
Hijos de Rivera S.A è un'impresa spagnola, della regione Galizia, meglio conosciuta col nome della sua più popolare birra, la Estrella Galicia. L'impresa produce birra e acqua minerale.

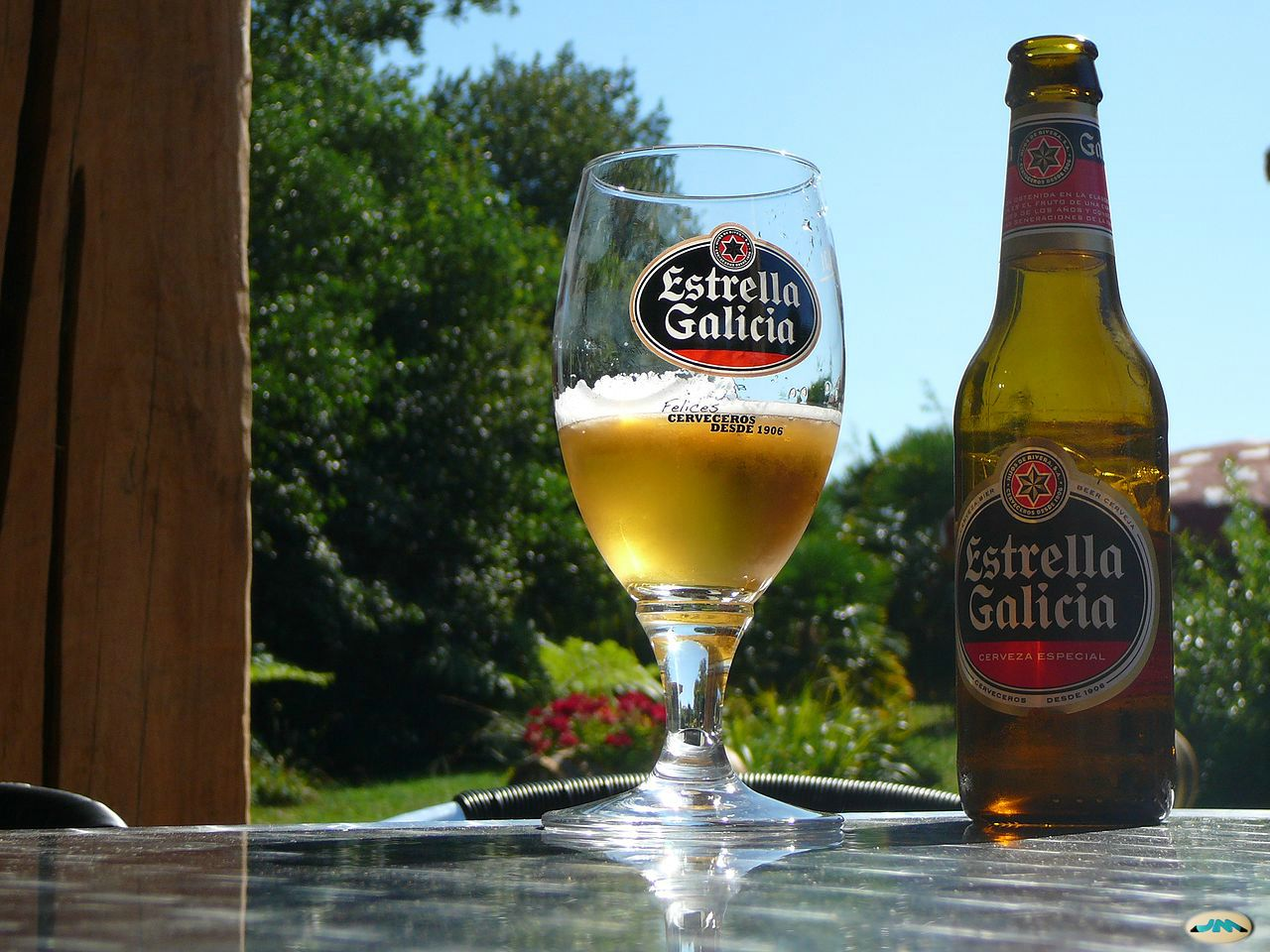
Estrella Galicia

## Storia
Nel 1906 l'emigrante di ritorno dal Messico José Rivera Corral fonda La Estrella de Galicia, fabbrica dedicata alla produzione di ghiaccio e birra bionda, il nome deriverebbe da un antico negozio di Veracruz, in Messico, di proprietà di Rivera.
Negli anni venti il figlio del fondatore, Ramón Rivera, dopo aver studiato scienze commerciali all'università di Amburgo, inizia il processo di meccanizzazione della fabbrica e diventa uno dei primi spagnoli a diplomarsi come maestro birraio.
I miglioramenti tecnici iniziarono a soddisfare la crescente domanda di birra, e negli anni seguenti l'automatizzazione del processo consentì il continuo aumento della produzione di birra, fino ad arrivare ai 60 milioni di litri di birra prodotti negli anni sessanta.
Negli anni settanta, i nipoti del fondatore, José María e Ramón, trasferirono l'impresa nella sua sede attuale.
Dopo aver proseguito il processo di espansione negli anni novanta, l'impresa esporta ora, oltre che nel mercato nazionale, in 14 paesi, tra cui spiccano USA, Portogallo e Messico.

## Simbolo della Galizia
La Estrella Galicia è diventata, dopo 100 anni di storia, l'icona culturale della Galizia.
È sponsor del Deportivo La Coruña dal 2008. Nel giugno del 2011 è stata costretta da una nuova legge della Galizia contro gli alcolici, a modificare la scritta sulle maglie, aggiungendo ad Estrella Galicia la scritta Sin Alcohol 0-0.

## Prodotti

### Birre
- Estrella Galicia
- 1906
- HR
- Estrella Galicia 0,0
- Shandy Estrella Galicia
- Estrella Galicia Light

### Acque minerali
- Aguas de Cabreiroá
- Aguas de Cuevas